# エンマータール
エンマータール (ドイツ語: Emmerthal) は、ドイツ連邦共和国ニーダーザクセン州ハーメルン＝ピルモント郡に属す町村（以下、本項では便宜上「町」と記述する）。この町はヴェーザーベルクラント自然公園内ヴェーザー川両岸に位置する17の独立した村が合併して成立した。

## 地理

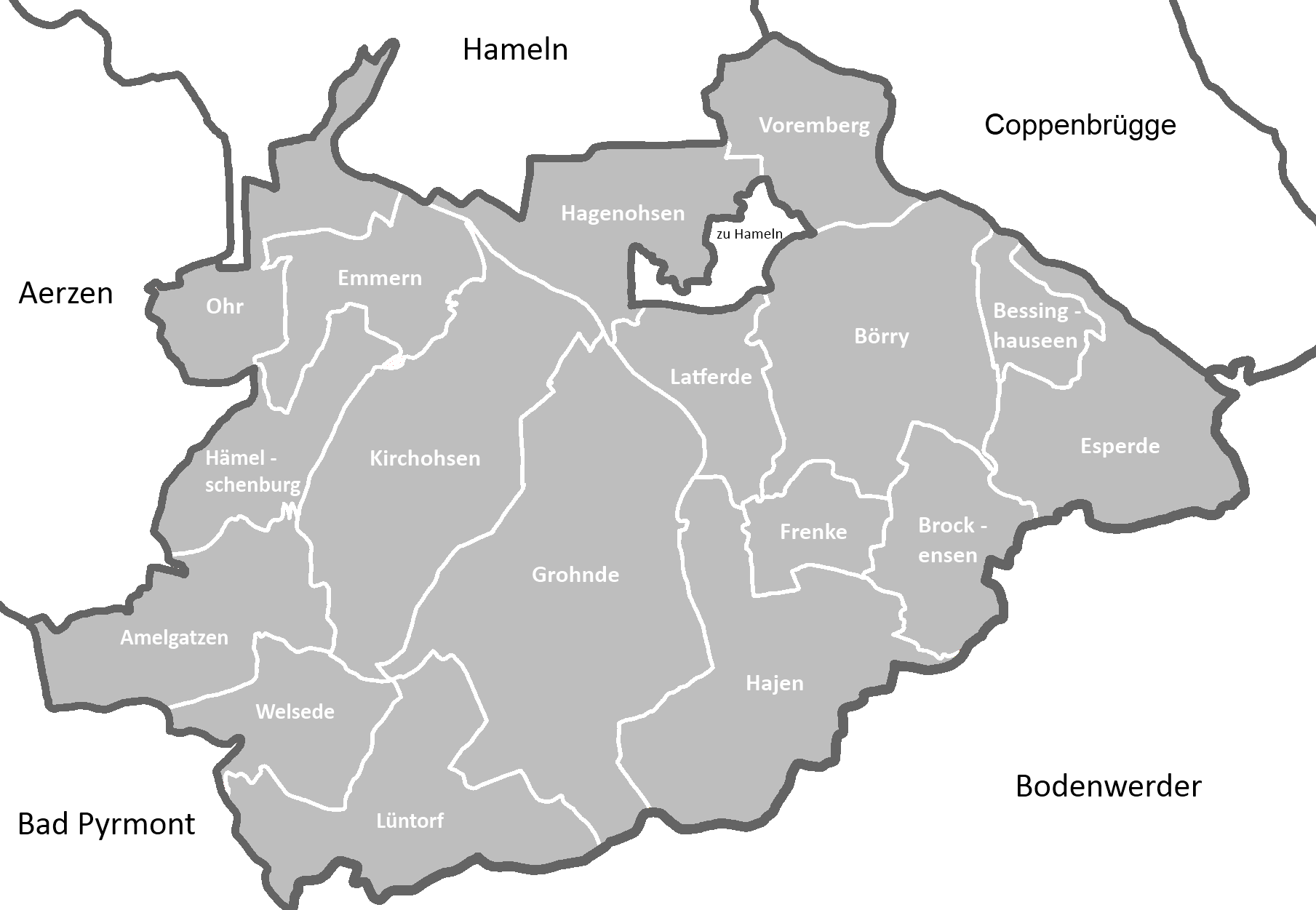
エンマータールの村落の配置

### 自治体の構成
- アーメルガッツェン（ヘーメルシェンブルク、ヴェルゼーデ）
- ベリー（ベッシングハウゼン、ブロッケンゼン、エスペルデ、フレンケ、ハーイェン、ラートフェルデ）
- エンマータール（エンメルン、ハーゲンオーゼン、キルヒオーゼン、オール、フェルカーハウゼン、フォアエンベルク）
- グローンデ（旧フレッケン・グローンデ、リュントルフ、ダイトレーフゼン）

## 歴史

### 前史時代、古代
この町周辺に人が存在した最も古い証拠は、6万年前のものと推定される石斧である。これはハーメルン博物館が所蔵している。ヴェーザー川の徒渉地であったため、古代の街道筋に接続していた。通りの名前やヘルベルクという山の名前が、かつてのヘルヴェク（王の軍用道路）を想起させる。

### 中世
エンマータールは「ティリチガウ」にあった。カール大帝は780年頃に「オーゼン」（後にキルヒオーゼンと名を替え、町の行政中心となっている）に教会と布教活動センターを創設した。800年頃から1200年頃までミンデン司教区の助祭長がこれを管轄した。800年頃にはすでに聖ボニファティウス修道院が設立されていたが、司教は交通の便がよいオーゼンを助祭長とその代官との所在地として選んだ。
1004年、オーゼンが初めて歴史資料に記述されている。王で、聖人のハインリヒ2世はヴィラ・オーゼンで文書に署名をしている。
フランケン、ザクセン、ヴェルフ家（ハインリヒ獅子公）が対立する緊迫の場にエーファーシュタイン伯が勢力を拡大した。この伯家はローバッハ（ベフェルンの町区）とネーゲルボルンとの間にあるエーファーシュタインに築かれたエーファーシュタイン城砦を本拠として自治と権力を行使していた。エンマータール内には12から13世紀に、ヘーメルシェンブルク城（ヘルマーゼン）、オーゼン城、オール騎士領が設けられた。
また、オーゼンに関する文献記録は1259年に始まった。ザクセンによる支配体制の終焉後にはエーファーシュタイン伯とホムブルク家がニーダーザクセン南部で最も有力な貴族家であった。ヴェーザー地方では両家の所領が交錯していた。当時の紛争では、ホムブルク家はハインリヒ獅子公陣営につき、エーファーシュタイン伯は皇帝フリードリヒ・バルバロッサとともに戦った。エーファーシュタイン伯はハインリヒ獅子公の攻撃を退けることはできなかった。伯はエーファーシュタイン城を放棄してオーゼンへ引き揚げた。1408年からアムト・オーゼンはカレンベルク侯領に組み込まれた。

### 近世

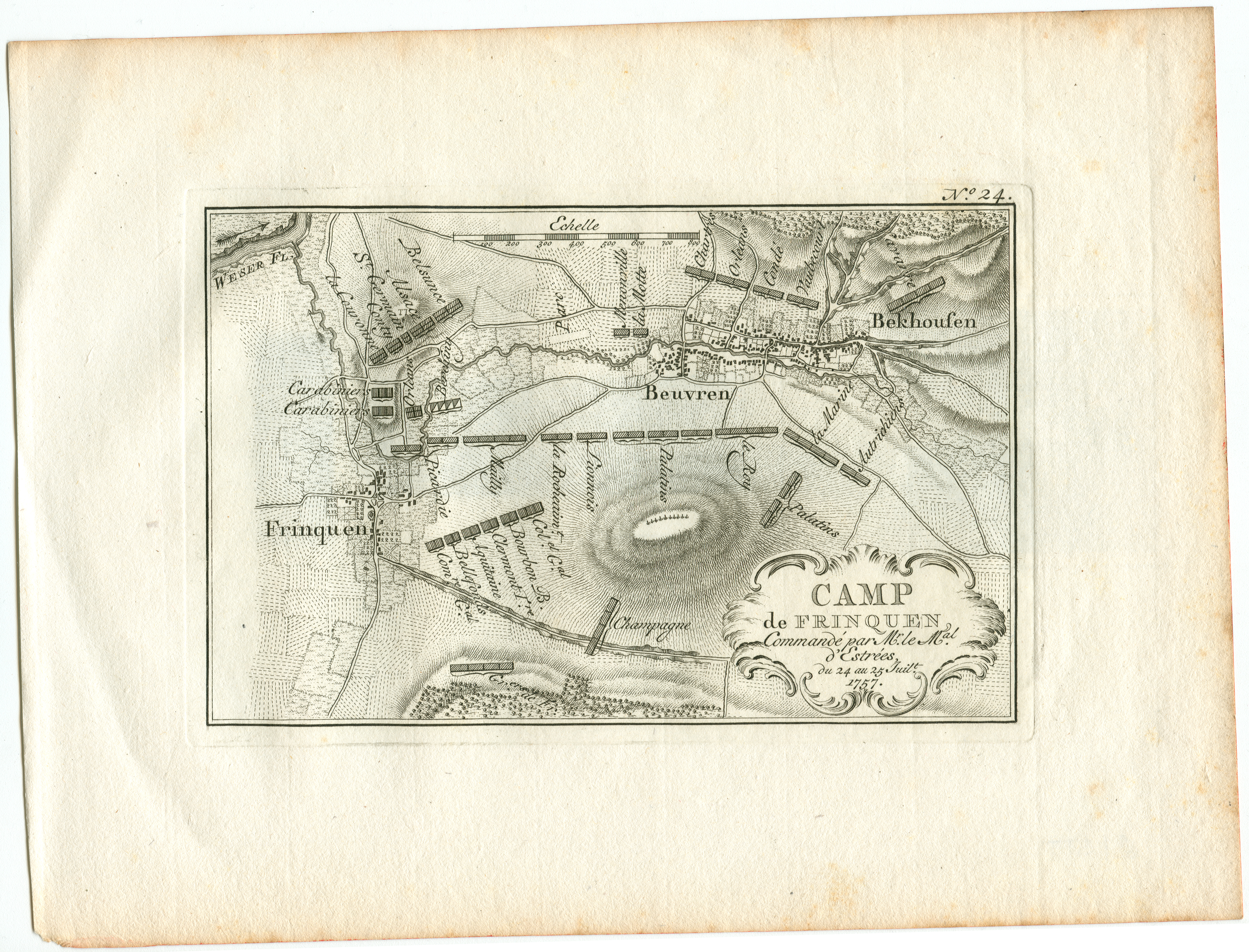
1757年フレンケとベリーの布陣図

エンマータールは、戦乱や入植地の廃村など波乱の歴史をたどった。
- 三十年戦争では、略奪や放火は死刑に処すというアンナ・クレンケス・ムートとティリー伯のカトリック軍の軍律によって、1563年建造のプロテスタント聖マリエン教会は保存された。一方、ヴェーザー川に架かるグローンデの橋は1633年に破壊された。現在、ここには渡し船が運航している。
- 七年戦争では、ヘーメルシェンブルク城が占領された。1757年7月24日から25日に、デストレ公爵元帥が率いるフランス軍は、間近に迫ったハステンベックの戦いを勝利に導くために連合軍が布陣したフレンケ、ベリー、ベッシングハウゼン周辺の陣地を粉砕した。
- 1654年と1655年に魔女と魔法使いが処刑されたことが、キルヒオーゼンの教会台帳に詳細に記述されている。

その後、この地域がアムト・グローンデおよびアムト・オーゼンとして統治されるようになると関係は改善された。1810年にオールベルクパークが造営された。小さなアムトであったアムト・オーゼンは1823年にアムト・グローンデに吸収され、1859年にはアムト・グローンデもアムト・ハーメルンと合併した。これに基づいて1885年にはプロイセン王国のハーメルン郡が成立した。

### 20世紀
自治体エンマータールは「ハーメルン地域の市町村新設に関する法令」に基づいて、1973年1月1日に、それまで独立していた17の村落が合併して現在の形で成立した。

## 行政

### 議会
エンマータールの町議会は28議席からなる。

### 紋章
図柄: 基部から長く尾を引く金の三角図形によって分割されている。金地部分には黒い水車が描かれている。向かって左は青地で、向かって右向きに立ち上がり赤い冠を被って赤い爪で威嚇する銀の獅子。向かって右は青地に銀の斜め波帯。
町の旗（および幟）の色は金と青である。

## 文化と見所

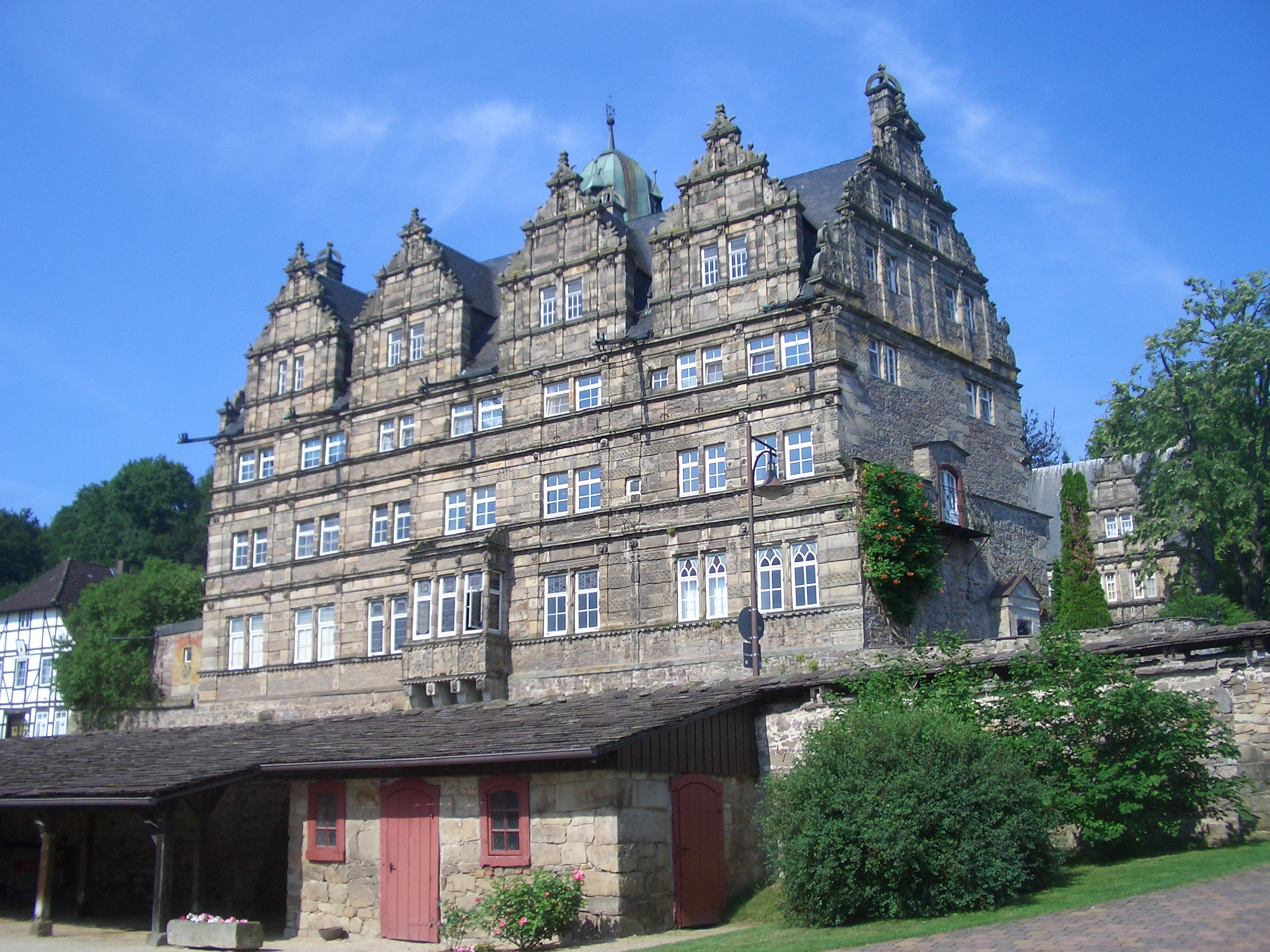
ヘーメルシェンブルク城

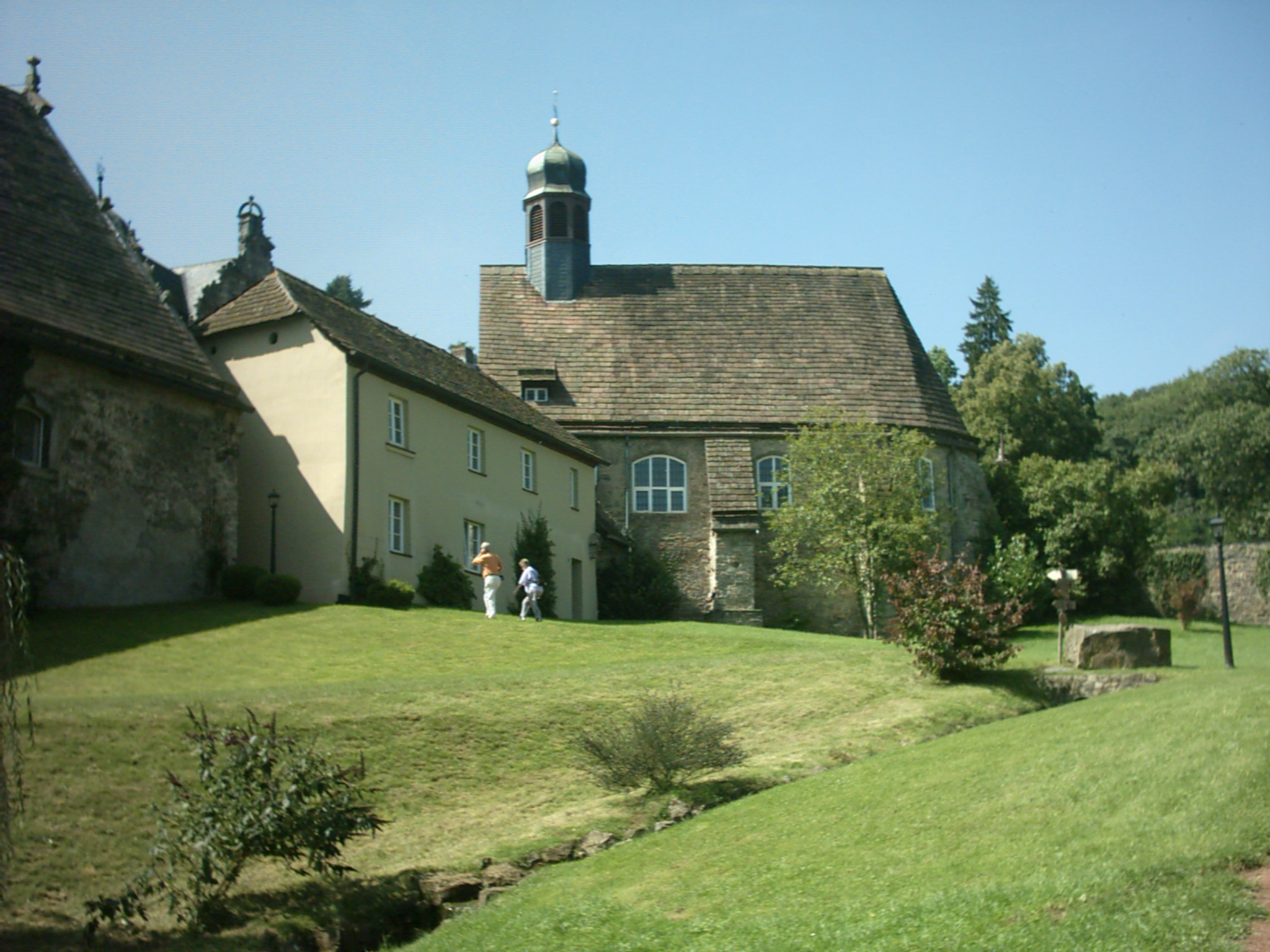
聖マリエン教会

### 風景と散策、サイクリング
エンマータール周辺は、エンマー川の脇谷とヴェーザー川およびイルゼ川の渓谷、さらにはビュッケベルク、シャルフェンベルク、ヘルベルク、ルーベルク、バースベルク、グロンダー・フォルストの森によって特徴づけられる。ヴェーザー自転車道やヴェーザールネサンス街道に面している。

### 建築
- ヘーメルシェンブルク城: ヴェーザールネサンス建築の代表例で、完全に保存されたルネサンス建築としてドイツで最後のものである。
- 聖マリエン教会: 北ドイツ最古のプロテスタント教会の一つである。

### オールベルクパーク
1810年に造営されたオールベルクパークには、アザレアやツツジの他エキゾチックな樹木がある。南側は芝生と木立が交互に現れ、北側は谷間の道や階段のある明るい森となる。

### 農業技術と農業労働の博物館
ベリーにあるこの博物館では、様々な時代の農民の生活を見ることができる。手作業の農業から機械化農業への変遷がテーマとなっている。建物の外には農業機械が展示されている。

### 文化
この町はエンマータール文化プロジェクト「ツァイト・フュア・クルトゥール・イン・エンマータール」（エンマータール文化の時）を実施している。これは、特に博物館を中心に広範な文化生活を提案するものである。

### 音楽
この町にはいくつかの合唱団やオーケストラがある。

### スポーツと社会活動
スポーツクラブとテニスコート、屋内プールと体育館（キルヒオーゼン）、幼稚園や子供遊びサークル、老人ホームと社会福祉施設、要介護住民のための施設がある。

## 経済と社会資本

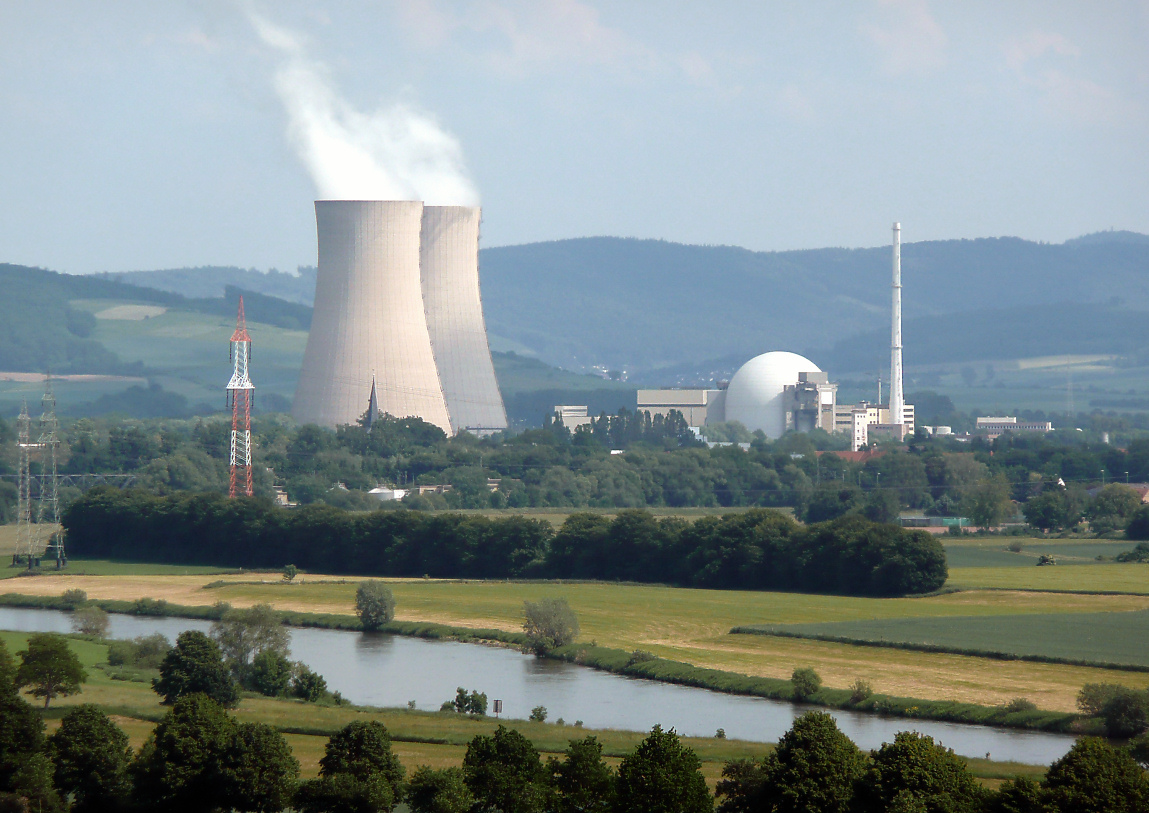
グローンデ原子力発電所

ハーメルン - バート・ピルモント - ボーデンヴェルダーの都市トライアングル内に位置するエンマータールは観光にも転入にも恵まれた条件を備えている。町が提供している住宅地や企業誘致のために開発された用地がある。

### 交通
この町は、東のハノーファー＝ヒルデスハイム地域と西のオストヴェストファーレン/リッペ地域とを結ぶ連邦道B83号線が通る交通の便がよい場所にある。町の北西にあるエンマータール駅をハノーファーSバーンのS5号線（パーダーボルン - ハーメルン - ハノーファー中央駅 - ハノーファー空港）の列車が利用している。路線バスの便もある。

### 企業
金属・木材加工業、機械の組み立て工場、化学産業、薬品製造会社などがある。グローンデ原子力発電所の他に、ベリーの風力発電施設やオールのソーラーエネルギー研究所がある。この他、中小企業がいくつかある。

### 教育
- 基礎課程学校 3校（キルヒオーゼン、アーメルガッツェン、ベリー）グローンデの基礎課程学校は2010年夏に閉鎖された。
- 本課程・実科学校　ヨハン・コメニウス・シューレ（キルヒオーゼン）[5]

## 引用
1. ↑  Landesamt für Statistik Niedersachsen, LSN-Online Regionaldatenbank, Tabelle A100001G: Fortschreibung des Bevölkerungsstandes, Stand 31. Dezember 2023
2. ↑  1765年に創られたステンドグラスにカール大帝と "König Carolus Magnus Fundator Ecelesiae in Osen – MCLX"（オーゼンの教会創始者カール大帝）との銘文が書かれている。
3. ↑  グローンデ城は1421年頃に初めて記録されている。
4. ↑  名前や記述は、Uwe Copei のウェブサイトwww.voremberg.deのWüstungenの章に拠った。
5. ↑  http://www.johann-comenius-schule.de